# Ernst Beckman
För den tyske kemisten, se Ernst Otto Beckmann.
Ernst Johan Beckman, född 10 maj 1850 i Uppsala, död 16 april 1924 i Kalifornien, var en svensk redaktör, frisinnad politiker, partiledare och skolman. Han var riksdagsledamot 1886–1887, 1891–1893 samt 1903–1913. Ernst Beckman var son till teologen Anders Fredrik Beckman som bland annat var biskop i Härnösands stift och Skara stift. Ernst Beckman tog studentexamen år 1868 i Härnösand.

## Politikern
Beckman engagerade sig politiskt som stadsfullmäktig i Södertälje när han var folkskoleinspektör i Södermanlands län. År 1885 blev han ledamot av Stockholms stadsfullmäktige.
Som riksdagsman 1891–1892 tillhörde Beckman den så kallade stockholmsbänken och 1893 Andra kammarens center, åren 1903–1913 den liberala riksdagsgruppen. Åren 1886–1887 och 1891–1893 satt han i andra kammaren för Stockholms stads valkrets, 1903–1908 i andra kammaren för Södra Roslags domsagas valkrets, 1909–1910 i andra kammaren för Danderyds, Åkers och Värmdö skeppslags valkrets samt 1911–1913 i första kammaren för Stockholms läns valkrets. Han var 1903–1904 ledamot av bevillningsutskottet, som valde honom till ordförande på sin "2:a avdelning". Han var också ledamot i Svenska riksdagens Interparlamentariska råd (såsom delegerad för denna bevistade Beckman konferenserna i Kristiania 1899, Paris 1900 och Wien 1903).
När frisinnade landsföreningen bildades 1902 blev Ernst Beckman ordförande i dess verkställande utskott, eller med ett modernare uttryck "partiledare". Han förblev på posten till 1914. Han var som politiker starkt engagerad i rösträttsfrågan och drev också frågor kring socialpolitik, nykterhet och arbetslivsfrågor. Som sådan betydde han mycket för att utveckla den liberala socialpolitiken i Sverige. Han lade motioner om bland annat ny vallag, om förliknings- och skiljenämnder mellan arbetare och arbetsgivare, om arbetsstatistik och om regleringsplaner för egnahems- och villakolonier.

## Redaktör, författare och skolman
Ernst Beckman var redaktör och utgivare av Ny Illustrerad Tidning 1880–1883 samt huvudredaktör för Aftonbladet 1887–1890. Han var ordförande i Publicistklubben i flera perioder.:18
Beckman är också känd för att från 1888 ha hjälpt den unge Erik Axel Karlfeldt genom att ordna en tillfällig anställning åt honom på Aftonbladet samt också hjälpt honom ekonomiskt så att han kunde slutföra sina akademiska studier.
Bland Beckmans författarskap kan nämnas Från nya verlden. Reseskildringar från Amerikas Förenta Stater (1887) och Den interparalmentariska unionen (1902). Han publicerade även ett par diktsamlingar (Sånger, 1873, och Skilda toner, 1891). Hans bok om Djursholm gavs ut i flera upplagor (1894, 1897).:52
Han engagerade sig i skapandet och ledningen av Djursholms samskola och var år 1893–1899 även rektor för Stockholms nya samskola (Whitlockska Samskolan).

## Djursholm
Ernst Beckman var, vid sidan om bland andra bankmannen Henrik Palme och författaren Viktor Rydberg, en av de drivande personerna vid uppbyggnaden av villastaden Djursholm, strax norr om Stockholm. Han efterträdde år 1892 Palme som verkställande direktör för Djursholms AB, som från det att samhället grundades år 1889 hade ansvar för många av samhällsfunktionerna. Ernst Beckman innehade denna post till år 1900.:95
År 1893 gav han ut En bok om Djursholm, där han skildrar villastadens historia, byggnader och utveckling som samhälle under samhällets första år. Boken kom ut i en andra upplaga år 1897 och i en faksimilutgåva till hundraårsjubileet år 1989.

## Pritvatpersonen
Ernst Beckman var gift med amerikanskan Louise Woods från Princeton. De hade sju barn. År 1918 flyttade familjen till Santa Barbara i Kalifornien där Ernst Beckman avled år 1924.:95 Han begravdes på Djursholms begravningsplats.